# Big Boy (singel)
Big Boy – pierwszy w karierze singel The Jackson 5 wydany w miejscowej wytwórni Steeltown.

## Lista Utworów
1. Big Boy
2. You've Changed